# Santa Clara Indijanci
Santa Clara Indijanci, pleme Tewa Indijanaca, skupine Tanoan, s rijeke Rio Grande u Novom Meksiku, sjeverozapadno od Santa Fea. Njihovi preci, vjeruju oni, prvo su stanovali u danas razrušenom pueblu Puyé, negdje u razdoblju od 1250. do 1577. Puyé je bio je dom za oko 1500 Indijanaca koji su živjeli od agrara i lova. 
Današnja populacija iznosi oko 10.000. Poznati su po lončarstvu.

## Vanjske poveznice
- Santa Clara Pueblo  Arhivirana inačica izvorne stranice od 27. svibnja 2007. (Wayback Machine)
- Puye Cliff Dwellings
- Santa Clara Pottery